# 立川直三郎
立川 直三郎（たちかわ なおさぶろう、1881年〈明治14年〉1月16日 – 没年不詳）は、日本の実業家、国際貿易人。冷凍マグロおよび缶詰のアメリカ輸出における先駆者であり、戦前戦後を通じて日本の水産業界の国際化に多大な貢献を果たした。1962年（昭和37年）には藍綬褒章を受章している。

## 経歴
1881年、広島県高田郡上根村に生まれる。広島中学校を卒業後、大阪府立医学校に進学するも中退し渡米。鉄道保線作業員として働く兄を頼って渡米し、ネブラスカ州立大学医学部に進学。。
その後、1908年にネブラスカ州立大学を卒業した。1912年（大正元年）には小野貿易の米国総支配人に就任。1919年（大正8年）、サンフランシスコに「インターナショナル・マリーン・プロダクト・カンパニー（IMPC）」を設立し、社長となった。

## 水産業への貢献
1930年（昭和5年）、日本の冷凍マグロを初めてアメリカ東海岸に紹介。翌年、日本水産株式会社が本格的に輸出を開始。1936年（昭和11年）には日本法人「国際水産株式会社」を設立し社長に就任。
また、静岡県清水市に缶詰工場を設立し、みかんやマグロの缶詰を製造。特に、マグロのオイル漬け缶詰を「シーチキン」と名付けて商品化した先駆者とされている。

## 戦後の活動
戦後は語学力と人脈を活かしGHQ（連合国軍最高司令部）関係者との交流を通じて水産貿易の再建に尽力。さらに、小金井カントリー倶楽部の理事長として、米軍司令官と堂々と交渉のうえ米軍からの接収を解除し、倶楽部の円満な返還に導いた。
また、成城学園の理事長も務め、教育事業への支援も行った。

## 人物
明朗快活で豪放な性格ながら、細やかな気配りと先見性を持ち合わせた実業家。語学力と国際感覚に優れ、ロータリアンとしても活動。多くの若手実業家の育成にも尽力した。
1962年（昭和37年）には藍綬褒章を受章し、授賞式では全受章者を代表して天皇に拝謁・答礼の栄誉を受けた。

## 栄典
- 1962年（昭和37年） - 藍綬褒章